# Stéphane Le Mignan
Stéphane Le Mignan (Auray, Francia, 4 de junio de 1974) es un exjugador y entrenador de fútbol francés. Actualmente dirige al FC Metz de la Ligue 1.

## Trayectoria

### Inicios
Le Mignan estudió historia en la Universidad de Bretaña Sur en Lorient. Allí, aprovechó la proximidad de la institución al Stade du Moustoir, donde entrena el FC Lorient, entonces dirigido por Christian Gourcuff, para asistir a los entrenamientos. Durante su etapa como futbolista, pasó toda su carrera en las ligas inferiores francesas vistiendo las camisetas del Montagnarde, el Pontivy, el Locminé y el Vannes.

### Vannes
En noviembre de 2002, tras despedir a Denis Goavec, Vannes lo contrató como su entrenador. El equipo ascendió del Championnat National 2 al Championnat National bajo su dirección en 2005. En la temporada 2007-08, obtuvo el ascenso a la Ligue 2. Este logró le permitió al club disputar por primera vez la Copa de la Liga en la campaña 2008-09, donde venció al Valenciennes, al Auxerre y al Niza de la máxima categoría, antes de caer 4-0 en la final contra el Girondins de Burdeos en el Stade de France.
En la Ligue 2 2010-11, el equipo descendió en la 18.ª posición en la última jornada, por lo que el presupuesto para la temporada siguiente se redujo de €8,5 millones a €4 millones, lo que provocó la liberación de 14 jugadores. El 27 de diciembre de 2012, tras más de una década al mando, fue destituido con el equipo ubicado en la séptima posición de la tercera división.

### Boulogne
En junio de 2013, Le Mignan fue contratado por el Boulogne de tercera división. Durante su estancia, llevó al equipo a los cuartos de final de la Copa de Francia 2014-15, venciendo al Le Havre, en la octava ronda y al Quevilly en octavos de final. El 3 de marzo de 2015, el equipo fue eliminado en los penaltis por el Saint-Étienne de la Ligue 1. El 21 de febrero de 2016, fue despedido de su cargo después de que el club se ubicara en el décimo lugar, dos puntos por encima de la zona de descenso.

### Créteil
El 9 de enero de 2017, fue contratado por el Créteil, que se ubicaba en el puesto N°14 de la tercera división. El 14 de noviembre, anunció su salida del cargo después de un mal comienzo en la temporada.

### Concarneau
El 14 de marzo de 2020, asumió al frente del Concarneau de la tercera división. Como la temporada se canceló debido a la pandemia de COVID-19, no debutó hasta el 21 de agosto, cuando su equipo comenzó la nueva campaña con una victoria por 2-0 ante Avranches. El 26 de mayo de 2023, obtuvo el título de liga tras vencer al Orléans en la última jornada que le permitió al club jugar en la Ligue 2 por primera vez en su historia.

### FC Metz
El 4 de julio de 2024, fue contratado por el FC Metz y firmó un contrato por dos temporadas. El 29 de mayo de 2025, llevó al club de regreso a la Ligue 1 después de una victoria por 3-1 contra el Stade de Reims en los play-outs.

## Clubes

### Como jugador
| Club           | País    | Año       |
| -------------- | ------- | --------- |
| US Montagnarde | Francia | 1993-1994 |
| Pontivy        | Francia | 1994-1996 |
| Locminé        | Francia | 1996-2000 |
| Vannes         | Francia | 2000-2002 |

### Como entrenador
| Club        | País    | Año           |
| ----------- | ------- | ------------- |
| Vannes      | Francia | 2002-2012     |
| US Boulogne | Francia | 2013-2016     |
| Créteil     | Francia | 2017          |
| Concarneau  | Francia | 2020-2024     |
| FC Metz     | Francia | 2024-presente |

## Palmarés

### Como entrenador

#### Campeonatos nacionales
| Título               | Club       | País    | Año     |
| -------------------- | ---------- | ------- | ------- |
| Championnat National | Vannes     | Francia | 2007-08 |
| Championnat National | Concarneau | Francia | 2022-23 |